# دوري كرة القدم الإنجليزي 1933–34
دوري كرة القدم الإنجليزي 1933–34 (بالألمانية: Football League First Division 1933/34) هو موسم من دوري كرة القدم الإنجليزي. أقيم خلال الفترة 1 أغسطس 1933 وحتى 5 مايو 1934، وفاز فيه نادي أرسنال.